# La Roche-l'Abeille
La Roche-l'Abeille é uma comuna francesa na região administrativa da Nova Aquitânia, no departamento de Alto Vienne. Estende-se por uma área de 36,56 km². Em 2010 a comuna tinha 624 habitantes (densidade: 17,1 hab./km²).